# Pálmi Rafn Pálmason
Pálmi Rafn Pálmason (ur. 9 listopada 1984) – islandzki piłkarz grający na pozycji skrzydłowego.

## Kariera klubowa
Karierę piłkarską Pálmason rozpoczął w klubie Völsungur z miasta Húsavík. Od 2000 roku występował w pierwszej drużynie w czwartej lidze, a w 2001 wywalczył awans do trzeciej. W 2003 roku odszedł do Akureyrar i w jego barwach zadebiutował w pierwszej lidze islandzkiej. Przez trzy lata był podstawowym zawodnikiem zespołu, jednak w 2004 roku spadł z nim do drugiej ligi. W 2006 roku trafił do Valuru Reykjavík, ówczesnego zdobywcy Pucharu Islandii. W 2007 roku wywalczył z nim swój największy sukces za czasów występów w rodzimej lidze – został mistrzem kraju.
Latem 2008 roku Pálmason wyjechał z Islandii do Norwegii i został piłkarzem klubu Stabæk Fotball. W pierwszej lidze norweskiej zadebiutował 6 sierpnia w wygranym 2:1 wyjazdowym spotkaniu z Rosenborgiem Trondheim. 19 października zdobył zwycięskiego gola w wyjazdowym meczu z SK Brann (2:1) przyczyniając się do wywalczenia pierwszego w historii klubu tytułu mistrza Norwegii.
| Sezon | Klub            | Kraj     | Rozgrywki       | Mecze | Bramki |
| ----- | --------------- | -------- | --------------- | ----- | ------ |
| 2000  | Völsungur       | Islandia | IV liga         | 9     | 2      |
| 2001  | Völsungur       | Islandia | IV liga         | 14    | 7      |
| 2002  | Völsungur       | Islandia | III liga        | 18    | 6      |
| 2003  | Akureyrar       | Islandia | Landsbankadeild | 15    | 4      |
| 2004  | Akureyrar       | Islandia | Landsbankadeild | 16    | 2      |
| 2005  | Akureyrar       | Islandia | 1. deild karla  | 18    | 10     |
| 2006  | Valur Reykjavík | Islandia | Landsbankadeild | 18    | 6      |
| 2007  | Valur Reykjavík | Islandia | Landsbankadeild | 18    | 4      |
| 2008  | Valur Reykjavík | Islandia | Landsbankadeild | 12    | 7      |
| 2008  | Stabæk Fotball  | Norwegia | Tippeligaen     | 9     | 2      |
| 2009  | Stabæk Fotball  | Norwegia | Tippeligaen     | 25    | 3      |
| 2010  | Stabæk Fotball  | Norwegia | Tippeligaen     | 21    | 1      |
| 2011  | Stabæk Fotball  | Norwegia | Tippeligaen     | 26    | 8      |
| 2012  | Lillestrøm SK   | Norwegia | Tippeligaen     | 28    | 6      |
| 2013  | Lillestrøm SK   | Norwegia | Tippeligaen     | 30    | 3      |

## Kariera reprezentacyjna
W reprezentacji Islandii Pálmason zadebiutował 2 lutego 2008 roku w przegranym 0:2 towarzyskim spotkaniu z Białorusią. Od czasu debiutu jest regularnie powoływany do kadry narodowej. 17 razy wystąpił w barwach reprezentacji.